# 各年のフランスの一覧
各年のフランスの一覧（かくねんのフランスのいちらん）は、フランスの各年ごとの記事の一覧。この一覧ではフランスの各年ごとの記事の他、各世紀と各年代、フランスの各分野における各年ごとの記事についても取り扱う。

## 一覧

### 14世紀
- 1400年代
  - 1400年のフランス(英語版)

### 15世紀
- 1400年代
  - 1401年のフランス(英語版) 1402年のフランス(英語版) 1403年のフランス(英語版) 1404年のフランス(英語版)
  - 1405年のフランス(英語版) 1406年のフランス(英語版) 1407年のフランス(英語版) 1408年のフランス(英語版) 1409年のフランス(英語版)
- 1410年代
  - 1410年のフランス(英語版) 1411年のフランス(英語版) 1412年のフランス(英語版) 1413年のフランス(英語版) 1414年のフランス(英語版)
  - 1415年のフランス(英語版) 1416年のフランス(英語版) 1417年のフランス(英語版) 1418年のフランス(英語版) 1419年のフランス(英語版)
- 1420年代
  - 1420年のフランス(英語版) 1421年のフランス(英語版) 1422年のフランス(英語版) 1423年のフランス(英語版) 1424年のフランス(英語版)
  - 1425年のフランス(英語版) 1426年のフランス(英語版) 1427年のフランス(英語版) 1428年のフランス(英語版) 1429年のフランス(英語版)
- 1430年代
  - 1430年のフランス(英語版) 1431年のフランス(英語版) 1432年のフランス(英語版) 1433年のフランス(英語版) 1434年のフランス(英語版)
  - 1435年のフランス(英語版) 1436年のフランス(英語版) 1437年のフランス(英語版) 1438年のフランス(英語版) 1439年のフランス(英語版)
- 1440年代
  - 1440年のフランス(英語版) 1441年のフランス(英語版) 1442年のフランス(英語版) 1443年のフランス(英語版) 1444年のフランス(英語版)
  - 1445年のフランス(英語版) 1446年のフランス(英語版) 1447年のフランス(英語版)
- 1450年代
  - 1450年のフランス(英語版) 1451年のフランス(英語版) 1452年のフランス(英語版) 1453年のフランス(英語版) 1454年のフランス(英語版)
  - 1455年のフランス(英語版) 1456年のフランス(英語版) 1457年のフランス(英語版) 1458年のフランス(英語版) 1459年のフランス(英語版)
- 1460年代
  - 1460年のフランス(英語版) 1461年のフランス(英語版) 1462年のフランス(英語版) 1463年のフランス(英語版) 1464年のフランス(英語版)
  - 1465年のフランス(英語版) 1466年のフランス(英語版) 1467年のフランス(英語版)
- 1470年代
  - 1470年のフランス(英語版)
  - 1475年のフランス(英語版) 1476年のフランス(英語版) 1477年のフランス(英語版) 1478年のフランス(英語版) 1479年のフランス(英語版)
- 1480年代
  - 1483年のフランス(英語版) 1485年のフランス(英語版)
- 1490年代
  - 1491年のフランス(英語版) 1492年のフランス(英語版) 1494年のフランス(英語版) 1498年のフランス(英語版) 1499年のフランス(英語版)

### 16世紀
- 1500年代
  - 1509年のフランス（英語版）
- 1510年代
  - 1512年のフランス（英語版） 1513年のフランス（英語版） 1514年のフランス（英語版）
  - 1515年のフランス（英語版） 1516年のフランス（英語版） 1519年のフランス（英語版）
- 1520年代
  - 1521年のフランス（英語版） 1524年のフランス（英語版） 1525年のフランス（英語版） 1527年のフランス（英語版） 1528年のフランス（英語版）
- 1530年代
  - 1530年のフランス（英語版） 1533年のフランス（英語版）
  - 1535年のフランス（英語版） 1536年のフランス（英語版） 1537年のフランス（フランス語版） 1538年のフランス（英語版） 1539年のフランス（フランス語版）
- 1540年代
  - 1540年のフランス（フランス語版） 1541年のフランス（英語版） 1542年のフランス（英語版） 1543年のフランス（英語版） 1544年のフランス（英語版）
  - 1545年のフランス（英語版） 1546年のフランス（英語版） 1547年のフランス（英語版） 1548年のフランス（英語版） 1549年のフランス（英語版）
- 1550年代
  - 1550年のフランス（英語版） 1551年のフランス（英語版） 1552年のフランス（英語版） 1553年のフランス（英語版） 1554年のフランス（英語版）
  - 1555年のフランス（英語版） 1557年のフランス（英語版） 1558年のフランス（英語版） 1559年のフランス（英語版）
- 1560年代
  - 1560年のフランス（英語版） 1561年のフランス（英語版） 1562年のフランス（英語版） 1563年のフランス（英語版） 1564年のフランス（英語版）
  - 1566年のフランス（英語版） 1568年のフランス（英語版） 1569年のフランス（英語版）
- 1570年代
  - 1572年のフランス（英語版） 1573年のフランス（英語版） 1574年のフランス（英語版）
  - 1575年のフランス（英語版） 1576年のフランス（英語版） 1577年のフランス（英語版） 1578年のフランス（フランス語版） 1579年のフランス（フランス語版）
- 1580年代
  - 1580年のフランス（英語版） 1581年のフランス（英語版） 1583年のフランス（英語版） 1584年のフランス（英語版）
  - 1585年のフランス（フランス語版） 1586年のフランス（英語版） 1587年のフランス（フランス語版） 1588年のフランス（英語版） 1589年のフランス（英語版）
- 1590年代
  - 1590年のフランス（英語版） 1591年のフランス（英語版） 1592年のフランス（英語版） 1594年のフランス（英語版）
  - 1595年のフランス（英語版） 1596年のフランス（英語版） 1597年のフランス（英語版） 1598年のフランス（英語版） 1599年のフランス（英語版）
- 1600年代
  - 1600年のフランス（英語版）

### 17世紀
- 1600年代
  - 1601年のフランス（英語版） 1602年のフランス（英語版） 1603年のフランス（英語版） 1604年のフランス（英語版）
  - 1605年のフランス（英語版） 1606年のフランス（英語版） 1607年のフランス（英語版） 1608年のフランス（英語版） 1609年のフランス（英語版）
- 1610年代
  - 1610年のフランス（英語版） 1611年のフランス（英語版） 1612年のフランス（英語版） 1613年のフランス（英語版） 1614年のフランス（英語版）
  - 1615年のフランス（英語版） 1616年のフランス（英語版） 1617年のフランス（英語版） 1618年のフランス（英語版） 1619年のフランス（英語版）
- 1620年代
  - 1620年のフランス（英語版） 1621年のフランス（フランス語版） 1622年のフランス（フランス語版） 1623年のフランス（英語版） 1624年のフランス（フランス語版）
  - 1625年のフランス（英語版） 1626年のフランス（英語版） 1627年のフランス（英語版） 1628年のフランス（英語版） 1629年のフランス（英語版）
- 1630年代
  - 1630年のフランス（英語版） 1631年のフランス（フランス語版） 1632年のフランス（英語版） 1633年のフランス（フランス語版） 1634年のフランス（フランス語版）
  - 1635年のフランス（英語版） 1636年のフランス（英語版） 1637年のフランス（英語版） 1638年のフランス（英語版） 1639年のフランス（フランス語版）
- 1640年代
  - 1640年のフランス（英語版） 1641年のフランス（英語版） 1642年のフランス（英語版） 1643年のフランス（英語版） 1644年のフランス（英語版）
  - 1645年のフランス（英語版） 1646年のフランス（英語版） 1647年のフランス（英語版） 1648年のフランス（英語版） 1649年のフランス（英語版）
- 1650年代
  - 1650年のフランス（英語版） 1651年のフランス（英語版） 1652年のフランス（英語版） 1653年のフランス（英語版） 1654年のフランス（英語版）
  - 1655年のフランス（英語版） 1656年のフランス（英語版） 1657年のフランス（英語版） 1658年のフランス（英語版） 1659年のフランス（英語版）
- 1660年代
  - 1660年のフランス（英語版） 1661年のフランス（英語版） 1662年のフランス（英語版） 1663年のフランス（英語版） 1664年のフランス（英語版）
  - 1665年のフランス（英語版） 1666年のフランス（英語版） 1667年のフランス（英語版） 1668年のフランス（英語版） 1669年のフランス（英語版）
- 1670年代
  - 1670年のフランス（英語版） 1671年のフランス（英語版） 1672年のフランス（英語版） 1673年のフランス（英語版） 1674年のフランス（英語版）
  - 1675年のフランス（英語版） 1676年のフランス（英語版） 1677年のフランス（英語版） 1678年のフランス（英語版） 1679年のフランス（英語版）
- 1680年代
  - 1680年のフランス（英語版） 1681年のフランス（英語版） 1682年のフランス（英語版） 1683年のフランス（英語版） 1684年のフランス（英語版）
  - 1685年のフランス（英語版） 1686年のフランス（英語版） 1687年のフランス（英語版） 1688年のフランス（英語版） 1689年のフランス（英語版）
- 1690年代
  - 1690年のフランス（英語版） 1691年のフランス（英語版） 1692年のフランス（英語版） 1693年のフランス（英語版） 1694年のフランス（英語版）
  - 1695年のフランス（英語版） 1696年のフランス（英語版） 1697年のフランス（英語版） 1698年のフランス（英語版） 1699年のフランス（英語版）
- 1700年代
  - 1700年のフランス（英語版）

### 18世紀
- 1700年代
  - 1701年のフランス（英語版） 1702年のフランス（英語版） 1703年のフランス（英語版） 1704年のフランス（英語版）
  - 1705年のフランス（英語版） 1706年のフランス（英語版） 1707年のフランス（英語版） 1708年のフランス（英語版） 1709年のフランス（英語版）
- 1710年代
  - 1710年のフランス（英語版） 1711年のフランス（英語版） 1712年のフランス（英語版） 1713年のフランス（英語版） 1714年のフランス（英語版）
  - 1715年のフランス（英語版） 1716年のフランス（英語版） 1717年のフランス（英語版） 1718年のフランス（英語版） 1719年のフランス（英語版）
- 1720年代
  - 1720年のフランス（英語版） 1721年のフランス（英語版） 1722年のフランス（英語版） 1723年のフランス（英語版） 1724年のフランス（英語版）
  - 1725年のフランス（英語版） 1726年のフランス（英語版） 1727年のフランス（英語版） 1728年のフランス（英語版） 1729年のフランス（英語版）
- 1730年代
  - 1730年のフランス（英語版） 1731年のフランス（英語版） 1732年のフランス（英語版） 1733年のフランス（英語版） 1734年のフランス（英語版）
  - 1735年のフランス（英語版） 1736年のフランス（英語版） 1737年のフランス（英語版） 1738年のフランス（英語版） 1739年のフランス（英語版）
- 1740年代
  - 1740年のフランス（英語版） 1741年のフランス（英語版） 1742年のフランス（英語版） 1743年のフランス（英語版） 1744年のフランス（英語版）
  - 1745年のフランス（英語版） 1746年のフランス（英語版） 1747年のフランス（英語版） 1748年のフランス（英語版） 1749年のフランス（英語版）
- 1750年代
  - 1750年のフランス（英語版） 1751年のフランス（英語版） 1752年のフランス（英語版） 1753年のフランス（英語版） 1754年のフランス（英語版）
  - 1755年のフランス（英語版） 1756年のフランス（英語版） 1757年のフランス（英語版） 1758年のフランス（英語版） 1759年のフランス（英語版）
- 1760年代
  - 1760年のフランス（英語版） 1761年のフランス（英語版） 1762年のフランス（英語版） 1763年のフランス（英語版） 1764年のフランス（英語版）
  - 1765年のフランス（英語版） 1766年のフランス（英語版） 1767年のフランス（英語版） 1768年のフランス（英語版） 1769年のフランス（英語版）
- 1770年代
  - 1770年のフランス（英語版） 1771年のフランス（英語版） 1772年のフランス（英語版） 1773年のフランス（英語版） 1774年のフランス（英語版）
  - 1775年のフランス（英語版） 1776年のフランス（英語版） 1777年のフランス（英語版） 1778年のフランス（英語版） 1779年のフランス（英語版）
- 1780年代
  - 1780年のフランス（英語版） 1781年のフランス（英語版） 1782年のフランス（英語版） 1783年のフランス（英語版） 1784年のフランス（英語版）
  - 1785年のフランス（英語版） 1786年のフランス（英語版） 1787年のフランス（英語版） 1788年のフランス（英語版） 1789年のフランス（英語版）
- 1790年代
  - 1790年のフランス（英語版） 1791年のフランス（英語版） 1792年のフランス（英語版） 1793年のフランス（英語版） 1794年のフランス（英語版）
  - 1795年のフランス（英語版） 1796年のフランス（英語版） 1797年のフランス（英語版） 1798年のフランス（英語版） 1799年のフランス（英語版）
- 1800年代
  - 1800年のフランス（英語版）

### 19世紀
- 1800年代
  - 1801年のフランス（英語版） 1802年のフランス（英語版） 1803年のフランス（英語版） 1804年のフランス（英語版）
  - 1805年のフランス（英語版） 1806年のフランス（英語版） 1807年のフランス（英語版） 1808年のフランス（英語版） 1809年のフランス（英語版）
- 1810年代
  - 1810年のフランス（英語版） 1811年のフランス（英語版） 1812年のフランス（英語版） 1813年のフランス（英語版） 1814年のフランス（英語版）
  - 1815年のフランス（英語版） 1816年のフランス（英語版） 1817年のフランス（英語版） 1818年のフランス（英語版） 1819年のフランス（英語版）
- 1820年代
  - 1820年のフランス（英語版） 1821年のフランス（英語版） 1822年のフランス（英語版） 1823年のフランス（英語版） 1824年のフランス（英語版）
  - 1825年のフランス（英語版） 1826年のフランス（英語版） 1827年のフランス（英語版） 1828年のフランス（英語版） 1829年のフランス（英語版）
- 1830年代
  - 1830年のフランス（英語版） 1831年のフランス（英語版） 1832年のフランス（英語版） 1833年のフランス（英語版） 1834年のフランス（英語版）
  - 1835年のフランス（英語版） 1836年のフランス（英語版） 1837年のフランス（英語版） 1838年のフランス（英語版） 1839年のフランス（英語版）
- 1840年代
  - 1840年のフランス（英語版） 1841年のフランス（英語版） 1842年のフランス（英語版） 1843年のフランス（英語版） 1844年のフランス（英語版）
  - 1845年のフランス（英語版） 1846年のフランス（英語版） 1847年のフランス（英語版） 1848年のフランス（英語版） 1849年のフランス（英語版）
- 1850年代
  - 1850年のフランス（英語版） 1851年のフランス（英語版） 1852年のフランス（英語版） 1853年のフランス（英語版） 1854年のフランス（英語版）
  - 1855年のフランス（英語版） 1856年のフランス（英語版） 1857年のフランス（英語版） 1858年のフランス（英語版） 1859年のフランス（英語版）
- 1860年代
  - 1860年のフランス（英語版） 1861年のフランス（英語版） 1862年のフランス（英語版） 1863年のフランス（英語版） 1864年のフランス（英語版）
  - 1865年のフランス（英語版） 1866年のフランス（英語版） 1867年のフランス（英語版） 1868年のフランス（英語版） 1869年のフランス（英語版）
- 1870年代
  - 1870年のフランス（英語版） 1871年のフランス（英語版） 1872年のフランス（英語版） 1873年のフランス（英語版） 1874年のフランス（英語版）
  - 1875年のフランス（英語版） 1876年のフランス（英語版） 1877年のフランス（英語版） 1878年のフランス（英語版） 1879年のフランス（英語版）
- 1880年代
  - 1880年のフランス（英語版） 1881年のフランス（英語版） 1882年のフランス（英語版） 1883年のフランス（英語版） 1884年のフランス（英語版）
  - 1885年のフランス（英語版） 1886年のフランス（英語版） 1887年のフランス（英語版） 1888年のフランス（英語版） 1889年のフランス（英語版）
- 1890年代
  - 1890年のフランス（英語版） 1891年のフランス（英語版） 1892年のフランス（英語版） 1893年のフランス（英語版） 1894年のフランス（英語版）
  - 1895年のフランス（英語版） 1896年のフランス（英語版） 1897年のフランス（英語版） 1898年のフランス（英語版） 1899年のフランス（英語版）
- 1900年代
  - 1900年のフランス（英語版）

### 20世紀
- 1900年代
  - 1901年のフランス（英語版） 1902年のフランス（英語版） 1903年のフランス（英語版） 1904年のフランス（英語版）
  - 1905年のフランス（英語版） 1906年のフランス（英語版） 1907年のフランス（英語版） 1908年のフランス（英語版） 1909年のフランス（英語版）
- 1910年代
  - 1910年のフランス（英語版） 1911年のフランス（英語版） 1912年のフランス（英語版） 1913年のフランス（英語版） 1914年のフランス（英語版）
  - 1915年のフランス（英語版） 1916年のフランス（英語版） 1917年のフランス（英語版） 1918年のフランス（英語版） 1919年のフランス（英語版）
- 1920年代
  - 1920年のフランス（英語版） 1921年のフランス（英語版） 1922年のフランス（英語版） 1923年のフランス（英語版） 1924年のフランス（英語版）
  - 1925年のフランス（英語版） 1926年のフランス（英語版） 1927年のフランス（英語版） 1928年のフランス（英語版） 1929年のフランス（英語版）
- 1930年代
  - 1930年のフランス（英語版） 1931年のフランス（英語版） 1932年のフランス（英語版） 1933年のフランス（英語版） 1934年のフランス（英語版）
  - 1935年のフランス（英語版） 1936年のフランス（英語版） 1937年のフランス（英語版） 1938年のフランス（英語版） 1939年のフランス（英語版）
- 1940年代
  - 1940年のフランス（英語版） 1941年のフランス（英語版） 1942年のフランス（英語版） 1943年のフランス（英語版） 1944年のフランス（英語版）
  - 1945年のフランス（英語版） 1946年のフランス（英語版） 1947年のフランス（英語版） 1948年のフランス（英語版） 1949年のフランス（英語版）
- 1950年代
  - 1950年のフランス（英語版） 1951年のフランス（英語版） 1952年のフランス（英語版） 1953年のフランス（英語版） 1954年のフランス（英語版）
  - 1955年のフランス（英語版） 1956年のフランス（英語版） 1957年のフランス（英語版） 1958年のフランス（英語版） 1959年のフランス（英語版）
- 1960年代
  - 1960年のフランス（英語版） 1961年のフランス（英語版） 1962年のフランス（英語版） 1963年のフランス（英語版） 1964年のフランス（英語版）
  - 1965年のフランス（英語版） 1966年のフランス（英語版） 1967年のフランス（英語版） 1968年のフランス（英語版） 1969年のフランス（英語版）
- 1970年代
  - 1970年のフランス（英語版） 1971年のフランス（英語版） 1972年のフランス（英語版） 1973年のフランス（英語版） 1974年のフランス（英語版）
  - 1975年のフランス（英語版） 1976年のフランス（英語版） 1977年のフランス（英語版） 1978年のフランス（英語版） 1979年のフランス（英語版）
- 1980年代
  - 1980年のフランス（英語版） 1981年のフランス（英語版） 1982年のフランス（英語版） 1983年のフランス（英語版） 1984年のフランス（英語版）
  - 1985年のフランス（英語版） 1986年のフランス（英語版） 1987年のフランス（英語版） 1988年のフランス（英語版） 1989年のフランス（英語版）
- 1990年代
  - 1990年のフランス（英語版） 1991年のフランス（英語版） 1992年のフランス（英語版） 1993年のフランス（英語版） 1994年のフランス（英語版）
  - 1995年のフランス（英語版） 1996年のフランス（英語版） 1997年のフランス（英語版） 1998年のフランス（英語版） 1999年のフランス（英語版）
- 2000年代
  - 2000年のフランス（英語版）

### 21世紀
- 2000年代
  - 2001年のフランス（英語版） 2002年のフランス（英語版） 2003年のフランス（英語版） 2004年のフランス（英語版）
  - 2005年のフランス（英語版） 2006年のフランス（英語版） 2007年のフランス（英語版） 2008年のフランス（英語版） 2009年のフランス
- 2010年代
  - 2010年のフランス（英語版） 2011年のフランス（英語版） 2012年のフランス（英語版） 2013年のフランス（英語版） 2014年のフランス（英語版）
  - 2015年 2016年 2017年 2018年 2019年
- 2020年代 : 2020年 2021年 2022年 2023年 2024年 2025年 2026年 2027年 2028年 2029年

## 文化と芸術

### テレビ放送
- List of years in French television（英語版）

### 映画
- Lists of French films（英語版）